# 基青根旧主桥
基青根老美因河大桥（Alte Mainbrücke Kitzingen）又稱基青根旧主桥，是一座横跨美因河的多拱中世纪石桥，它连接着基青根和埃特瓦斯豪森区。巴爾塔薩·諾伊曼设计的十字架礼拜堂矗立在桥的东端。基青根旧主桥在1300年的一份文件中首次被提及。当时這個橋还是木制的。在接下来的几个世纪里，这座桥被改造成了一座石拱桥. 

## 更多閱讀
- Doris Badel, K.D. Christof: 700 Jahre Alte Mainbrücke Kitzingen. Veröffentlichung zur Kitzinger Stadtgeschichte, Stadtarchiv Kitzingen.